# Lilipsot skrytek
Lilipsot skrytek (Cozyptila blackwalli) – gatunek pająka z rodziny ukośnikowatych.

## Taksonomia
Gatunek ten opisany został w 1875 przez Eugène’a Simona jako Ozyptila blackwalli. Epitet gatunkowy nadano na cześć Johna Blackwalla. W 2005 roku przez Pekkę T. Lehtinena, Jurija Marusika i Mikolę Kowbljuka umieszczony w nowym rodzaju Cozyptila jako jego gatunek typowy.

## Morfologia
Samce osiągają od 2 do 3,15 mm, a samice od 2,95 do 4,1 mm długości ciała. Karapaks zmierzony u 6 samców miał od 1,45 do 1,6 mm długości i od 1,38 do 1,48 mm szerokości, zaś u 6 samic od 1,45 do 1,75 mm długości i od 1,38 do 1,68 mm szerokości. Ubarwienie karapaksu jest u samca jednolicie brązowe, zaś u samicy jaśniejsze z ciemnymi bokami i jaskrawą, szeroką przepaską środkową. Opistosoma (odwłok) zmierzona u 6 samców miał od 1,5 do 1,7 mm długości i od 1,55 do 1,75 mm szerokości, zaś u 6 samic od 1,58 do 2,38 mm długości i od 1,75 do 2,58 mm szerokości. U samca na opistosomie występuje typowy dla rodzaju wzór z okrągłych plam i ciemnych pasów podłużnych.
Nogogłaszczki samca mają goleń z dwiema apofizami: szeroką apofizą wentralną i bardzo długą, pazurkopodobną, niepodzieloną na trzy części apofizą lateralną (boczną). Bulbus odznacza się znacznie dłuższym niż szerszym tegulum z szerokim zgrubieniem tegularnym i szerokim embolusem. Samica ma płytkę płciową z płytkimi wgłębieniami po bokach oraz szerokim, trapezowatym wyrostkiem, zaopatrzonym w płytkie dołki po bokach i głęboki, stożkowaty dołek z tyłu.

## Ekologia i występowanie
Pająk palearktyczny, znany z Portugalii, Hiszpanii, Wielkiej Brytanii (południowej Anglii), Francji, Belgii, Holandii, Niemiec, Szwajcarii, Austrii, Włoch, Polski, Czech, Słowacji, Węgier, Ukrainy, Słowenii, Chorwacji, Mołdawii, Rumunii, Bułgarii, Serbii, Czarnogóry, Albanii, Macedonii, Grecji, Rosji i Turcji. Z Krymu podawany wskutek pomylenia z Cozyptila guseinovorum. Rzadko spotykany. Występuje w ściółce lasów i pod kamieniami.